# Pseudorchis
Pseudorchis es un género monotípico de orquídeas perteneciente a la subfamilia Orchidoideae. Su única especie, Pseudorchis albida (L.) Á.Löve & D.Löve, se distribuye por  América del Norte y Europa.

## Descripción
Son plantas perennes, herbáceas, autótrofas. Tubérculos 5-9, fusiformes, indivisos. Tallos erectos, simples, cilíndricos, lisos, verdes, glabros. Hojas numerosas, caulinares y basales, de lanceoladas a anchamente lanceoladas, dispuestas helicoidalmente, atenuadas, de margen entero, sin venas transversales muy perceptibles, plegadas, verdes, sin manchas. Inflorescencia en espiga terminal, multiflora, densa, con el eje recto, cilíndrica, erecta, con brácteas no envainadoras, foliáceas. Flores resupinadas, patentes, sésiles. Sépalos ± erectos, conniventes en una gálea, subiguales, libres. Pétalos laterales semejantes a los sépalos; labelo ensanchado en la parte distal, con 3 lóbulos netos, el central entero, por lo general un poco más largo que los laterales, sin callosidades laterales ni crestas longitudinales; espolón corto, descendente, nectarífero. Ginostemo corto; estigmas subredondeados, rostelo corto. Antera terminal, fija a la columna; polinios 2, sésiles, retináculos 2, sin bursículas; polen en tétradas. Fruto en cápsula erecta, oblonga. Semillas ± planas, ± reticuladas, con las mallas cortas.

## Distribución
Se encuentra en América del Norte, Europa, e Islas del Atlántico.

## Taxonomía
Pseudorchis albida fue descrita por (L.) Á.Löve & D.Löve y publicado en Taxon 18(3): 312. 1969.
Variedades
- Pseudorchis albida subsp. albida
- Pseudorchis albida subsp. straminea (Fernald) Á.Löve & D.Löve
- Pseudorchis albida subsp. tricuspis (Beck) E.Klein

Sinonimia
- Bicchia albida (L.) Parl.
- Chamorchis albida (L.) Dumort.
- Coeloglossum albidum (L.) Hartm.
- Entaticus albidus (L.) Gray
- Gymnadenia albida (L.) Rich.
- Habenaria albida (L.) R.Br.
- Leucorchis albida (L.) E.Mey.
- Orchis albida (L.) Scop.
- Peristylus albidus (L.) Lindl.
- Platanthera albida (L.) Lindl.
- Satyrium albidum L.
- Sieberia albida (L.) Spreng.[5]